# 智恵内子
智恵 内子（ちえ の ないし、延享2年〈1745年〉 - 文化4年6月20日〈1807年7月25日〉）は、江戸時代中期の狂歌師、戯作者。本名は内田 すめ、あるいは通。天明狂歌の第一人者である元木網（大野屋喜三郎）は夫。

## 概要
武蔵国川越小ケ谷の人。江戸京橋北紺屋町で湯屋を営む文人町人・大野屋喜三郎と結婚。娘に幾地内子がいる。明和6年（1769年）頃に夫が江戸狂歌壇に加わったころより彼女もまた狂歌を嗜み、夫の主宰する落栗連に属する。天明元年（1781年）夫の隠退と芝西久保土器町への転居に伴い、夫とともに鹿津部真顔ら数寄屋連を始めとする町人たちに狂歌をよく指導し、江戸天明狂歌を牽引した。
朱楽菅江の妻・節松嫁々とともに当代随一の女流狂歌師として知られ、またひまの内子・世話内子とともに江戸の三内子と呼ばれた。『狂歌若葉集』『万載狂歌集』『新古今狂歌集』に多数が入集している。その作風は日常生活の姿を歌に反映させようとする「女性らしさ」と、狂歌の一要素でもある滑稽さを退け得意の古典志向を用いる「品の良さ」が挙げられる。狂名の「内子」も「智恵の無い」にかけて、古典文学より「内侍」に由来するものだろう。戯作者としては狂文をよくし、『狂文宝合記』では入集作に加えて序文を寄稿。また未刊行の作に『たぬきの草紙』がある。
晩年は女婿・小川平七の飯倉の邸に住んだ。文化4年（1807年）孫婿・岸本由豆流の白銀町の邸宅で死去。正覚寺に葬られる。法名は芳春院園誉妙栄大姉。

## 関連作品
テレビドラマ
- 『べらぼう〜蔦重栄華乃夢噺〜』（2025年、NHK大河ドラマ、演：水樹奈々）